# De laatste tango (Frans Halsema)
De laatste tango is een single van de Nederlandse zanger Frans Halsema uit 1966.

## Achtergrond
De laatste tango is geschreven en geproduceerd door Halsema zelf. Het is een nederpoplied dat zoals zijn naam doet vermoeden ook een tango is, met zang van Halsema. Het lied gaat over een man die door zijn vrouw als minderwaardig wordt behandeld. In het midden van het lied wordt verteld dat hij haar vermoordt, om vervolgens te zingen over dat zij niet naar de hemel, maar naar de hel zal gaan. Het lied betekende de doorbraak van Halsema. De B-kant van de single is Ontmoeting op de Dam, welke Halsema samen met Maria Lindes zingt. 

## Hitnoteringen
Het lied kwam terecht in de Nederlandse Top 40. Het kwam hier tot de 25e plaats en was acht weken in de hitlijst te vinden.